# Nathanael Bonwetsch
Gottlieb Nathanael Bonwetsch, född 17 februari 1848, död 18 juli 1925 i Göttingen, var en tysk teolog, far till historikern Gerhard Bonwetsch.
Bonwetsch föddes i Ryssland, och var evangelisk präst där. År 1882 blev han professor i Dorpat, och var 1891-1920 professor i kyrkohistoria i Göttingen. Bonwetsch utgav bland annat Geschichte des Montanismus (1881), Gotthilf Heinrich Schubert in seinen Briefen (1918), Kirchengeschichte Russlands (1923) och Die Theologie des Irenäus (1925) . Han utgav från 1897 tillsammans med Reinhold Seeberg Studien zur Geschichte der Theologie und der Kirche, fortsatt av Neue Studien der Theologie und der Kirche (1907 ff.). Till hans 70-årsdag 1918 utkom Theologische Festschrift für Gottlieb Nathanael Bonwetsch, vilken innehåller en förteckning över Bonwetschs skrifter.